# 非簽證旅行限制
許多國家對外國人的入境限制超出了有效簽證或免簽證的共同要求。這種限制可能是文件或健康相關的要求，也可能是為了外交或政治目的而針對某些類別的人士而實施。

## 證件

### 護照有效期
大部分國家要求護照有效期不得少於6個月，剩餘可用頁不得少於1-2頁。然而，有些國家與其他國家簽署雙邊協議，縮短對方公民的護照有效期。
以下國家要求護照有效期至少6個月，包括阿富汗、阿爾及利亞、安圭拉、貝寧、不丹、博茨瓦納、英屬處女群島、汶萊、柬埔寨、喀麥隆、開曼群島、中非共和國、乍得、科摩羅、象牙海岸、古拉索、厄瓜多爾、埃及、薩爾瓦多、赤道几內亞、斐濟、加蓬、畿內亞比紹、圭亞那、印度尼西亞、伊朗、伊拉克（除了從巴士拉國際機場、埃爾比勒或蘇萊曼尼亞國際機場入境）、以色列、約旦、肯雅、寮國、馬達加斯加、馬來西亞、馬紹爾群島、密克羅尼西亞、緬甸 ，納米比亞、尼加拉瓜、尼日利亞、阿曼、帕勞、巴布亞新幾內亞、菲律賓、卡塔、盧旺達、聖盧西亞、薩摩亞、沙特阿拉伯、新加坡、所羅門群島、索馬利亞、索馬利蘭、斯里蘭卡、蘇里南、臺灣、坦桑尼亞、泰國、托克勞、東帝汶、湯加、圖瓦盧、烏干達、阿聯酋、瓦努阿圖、委內瑞拉、越南、也門和津巴布韋。
在抵達時需要至少4個月的護照有效期的國家包括密克羅尼西亞、贊比亞。
要求歐盟成員國（丹麥、愛爾蘭和英國除外以及不包括歐盟/歐洲經濟區/瑞士公民）的護照有效期至少3個月的國家為阿爾巴尼亞、白俄羅斯、格魯吉亞、洪都拉斯、冰島、約旦、科威特、黎巴嫩、列支敦士登、摩爾多瓦、摩納哥、諾魯、巴拿馬、聖巴泰勒米、聖馬利諾、瑞士以及阿聯酋。
而需要護照有效期至少1個月的國家包括厄立特里亞、香港、澳門、新西蘭、南非。
百慕達則要求護照在入境時有效期為至少45日。
其他國家/地區則要求入境時護照有效或護照在預定逗留期間有效。

### 護照空白頁
大部分國家要求護照持有人在入境時，護照要有部分空頁頁數。通常為1-2頁。

## 疫苗接種
許多非洲國家，包括安哥拉、貝寧、布基納法索、喀麥隆、中非共和國、乍得、剛果、剛果共和國、象牙海岸、赤道幾內亞、加蓬、加納、幾內亞、利比里亞、馬里、毛里塔尼亞、尼日爾、盧旺達、聖多美和普林西比、塞內加爾、塞拉利昂、烏干達、贊比亞要求所有入境旅客持有有效的國際疫苗接種證明。
部分國家要求從感染地區入境的旅客展示疫苗接種證明。

## 政治

### 以色列出入境印
科威特、 黎巴嫩、 利比亞、 沙地阿拉伯、 蘇丹、 敍利亞 以及也門拒絕給具有以色列有效或過期簽證或出入境印章的護照持有人入境，或者經過由約旦和埃及邊境入境以色列的護照持有人也會被拒絕入境。
這是由於以色列作為阿以衝突的主體而被阿拉伯聯盟抵制。對此，以色列移民局目前通常不會在外國遊客護照蓋上出入境印章。自2013年1月15日起，以色列對所有在本-古里安國際機場入境的旅客取消蓋印政策，並以一張入境卡來代替入境印。卡上註記：
自2013年1月起，引入一項試驗計畫，讓旅客在入境時獲得一張入境卡以取代入境蓋章。你應該將這張卡和護照一起存放，直到離境為止。這可證明你是合法進入以色列，而且可能是必須的，尤其是在進入巴勒斯坦地區的任何過境點。
在進出加沙的艾利斯檢查站，護照仍然（截至2017年6月22日）會
被蓋上印章。另外，在接壤約旦的Jordan Valley/Sheikh Hussein和Yitzhak Rabin/Arava 陸路關口，護照也仍然（截至2017年6月22日）會被蓋章。
在非屬阿拉伯聯盟的伊朗，護照若具有過去12個月內的以色列簽證或入境蓋章，持有人將被拒絕入境。

### 亞美尼亞裔
由於亞美尼亞共和國與阿塞拜疆至今仍維持戰爭狀態，阿塞拜疆政府禁止亞美尼亞公民、以及亞美尼亞裔的外國公民和亞美尼亞僑民進入阿塞拜疆。 (但在阿塞拜疆舉辦的2015年歐洲運動會中亞美尼亞代表隊便進入阿塞拜疆國境參賽)
阿塞拜疆政府嚴禁外國公民前往納戈爾諾-卡拉巴赫(事實上，2024年以前為阿爾察赫共和國), 和其周圍地區，以及被亞美尼亞控制、阿塞拜疆法律上的領土（飛地）卡爾基、上埃斯基帕拉、巴庫達利和索富卢；外國公民如進入以上地區，將被阿塞拜疆共和國永久拒絕入境，並列入「不受歡迎人物名單」。
根據要求，阿爾察赫當局可以將其簽證和出入境印附加到一張單獨的紙上，以避免阿塞拜疆當局發現該名外國人曾經前往該國家。

## 特定身份

### 「不受歡迎人物」
一國政府可以宣布任何外交人員為「不受歡迎人物」，禁止該名外交人員進入該國。而在非外交用途中，一國的政府也可以永久或暫時地宣布一名外國人為「不受歡迎人物」，原因通常是因為其非法活動。例如試圖通過海上進入加沙地帶可能會導致以色列對其實施10年的禁止入境。

### 犯罪紀錄
部分國家（例如加拿大和美國）經常拒絕有犯罪記錄的外國人入境。